# 住ノ江港
住ノ江港（すみのえこう）は、佐賀県杵島郡白石町と小城市芦刈町に跨って位置する国土交通省指定の地方港湾。有明海の最奥部、六角川の河口近くに位置する河川港である。周辺の海域は有明海の最奥部であり、日本一干満の差が大きいこと（平均5.4メートル）で知られている。

## 概要
佐賀平野の穀倉地帯を背後に抱えており、六角川の水運基地として江戸時代には米の積み出し港として栄えた。1874年（明治7年）の佐賀の乱では首謀者の一人である島義勇が佐賀から脱出する際、住ノ江港から乗船し、鹿児島に向かっている。その後、明治末期に「肥前の炭鉱王」と呼ばれた高取伊好が杵島炭鉱の開発に成功すると石炭の積み出し港として発展した。伊好は港の改良にも力を入れ、有明海の海底は粘土質で浚渫が容易だったこともあり、ほどなく3000㌧級の汽船が入港できるようになった。1905年（明治38年）には国の特別輸出港に、1919年（大正8年）には特別輸出入港に指定されている。
その後も杵島炭鉱とともに発展し、第2次大戦前から昭和30年代にかけての全盛期には、港を上荷船が四六時中行きかい、沖の本船ブイには外国船が停泊し、海岸通りの船宿は不夜城の観を呈し「佐賀の香港」とも呼ばれる賑わいを見せた。また、入港する船舶の増加に伴い、1950年（昭和25年）には長崎海上保安部住ノ江警備救難署が設置され、三角海上保安部に移管された後、1955年に住ノ江海上保安署に改称された。（1961年住ノ江分室に降格、1972年廃止）
しかし、1969年（昭和44年）杵島炭鉱が閉山するなど石炭産業の衰退とともに急激にその重要性は失われ、現在は周辺に多目的グラウンドや公園などが整備されているものの、佐賀県の漁業取締船「ありあけ」の母港や、有明海における海苔養殖の基地の一つとして活用されているのみとなっている。

## 施設
- 芦刈1号・2号物揚場
- 福富1号・2号物揚場
- 住ノ江物揚場
- 大型船泊地
- 小型船泊地